# VW Leonis Minoris
VW Leonis Minoris eller HD 95660, är en snäv kvadruppelstjärna i den mellersta delen av stjärnbilden Lilla lejonet. Den har en kombinerad skenbar magnitud av ca 8,07 och kräver åtminstone en stark handkikare eller ett mindre teleskop för att kunna observeras. Baserat på parallax enligt Gaia Data Release 3 på ca 8,82 mas, beräknas den befinna sig på ett avstånd på ca 370 ljusår (ca 113 parsek) från solen. Den rör sig bort från solen med en heliocentrisk radialhastighet på 5 km/s.

## Egenskaper
Primärstjärnan VW Leonis Minoris är en vit till blå stjärna i huvudserien av spektralklass F2 V. Den har en massa som är ca 1,7 solmassa, en radie som är ca 1.7 solradie och har ca 8,7 gånger solens utstrålning av energi från dess fotosfär.

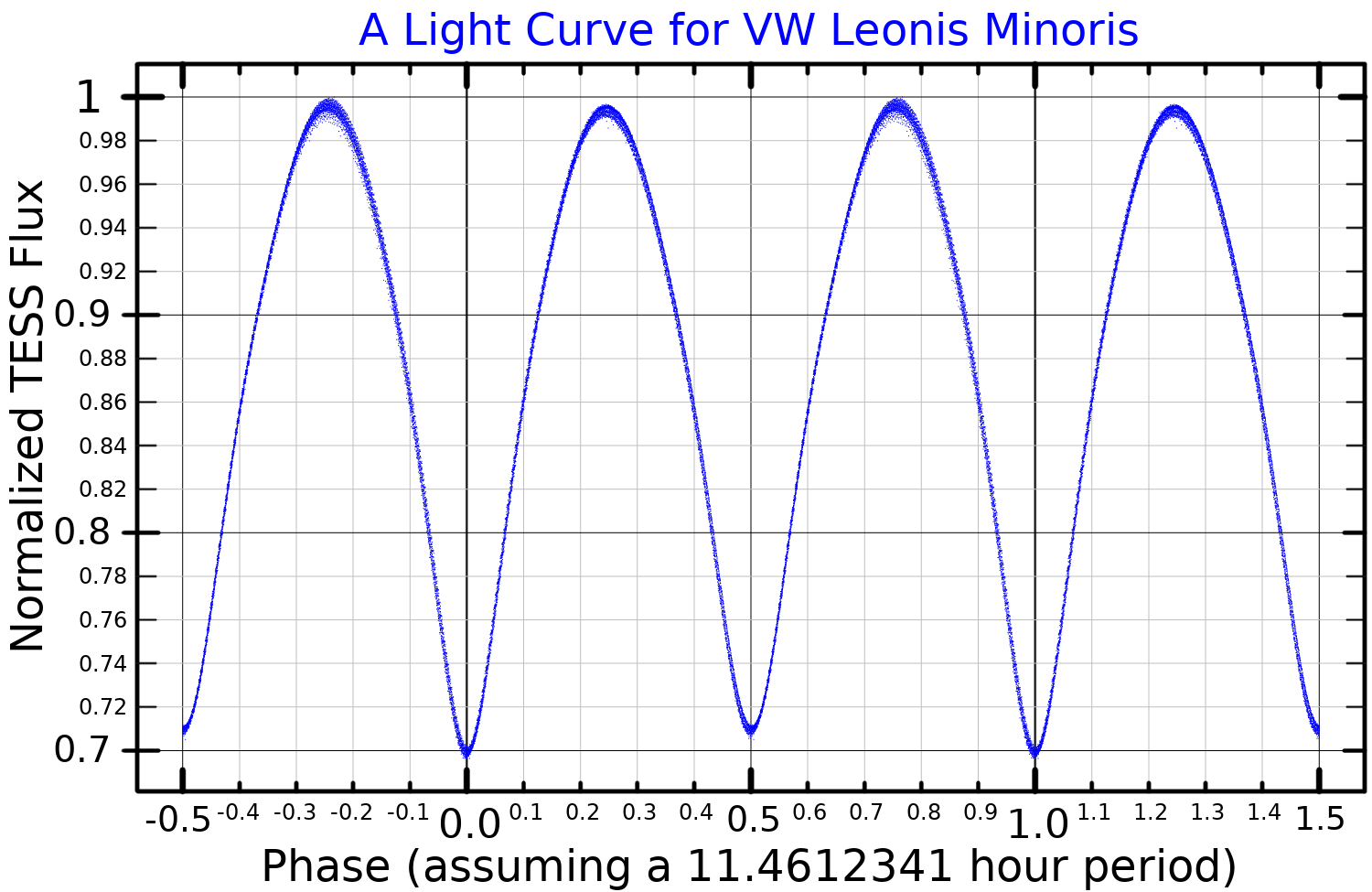
Ljuskurva för VW Leonis Minoris, anpassad från TESS-data. (1997).

VW Leonis Minoris upptäcktes med hjälp av observationer med Hipparcos-satelliten vara variabel. Den klassificeras som en W Ursae Majoris förmörkelsevariabel av typ A, där de två stjärnorna delar ett gemensamt skal. Förmörkelsen av primärstjärnan gör att den gemensamma magnituden sjunker till 8,45. Dessa komponenter (1 & 2) har en omloppstid på 11,4611 timmar och omloppsplanet har en lutning på 72,4° mot siktlinjen från jorden. De har en kombinerad spektralklass av F2V.
År 2006 upptäcktes ytterligare en fristående dubbelstjärna, vilket gör detta till ett fyrdubbelt stjärnsystem. Denna dubbelstjärna har en omloppstid på 7,93 dygn, en svag excentricitet på 0,04, och visar en apsidal precession med en period på 78,6 ± 1,6 år. Komponenterna (3 och 4) har en kombinerad spektralklass av G2 V, motsvarande en huvudseriestjärna av spektraltyp G.
De två dubbelstjärnorna (1–2 och 3–4) kretsar kring varandra med en period på 355 dygn och en excentricitet på 0,1. Planet för deras omloppsbana är nära i samma plan (inom 5°) med omloppsplanet för den fristående binären. Denna yttre omloppsbana verkar stabil, vilket tyder på att det inte finns någon ytterligare yttre komponent i konstellationen. Den närliggande stjärnan med nionde magnitud HD 95606 (HIP 53969) delar gemensam egenrörelse med VW Leonis Minoris och kan vara löst gravitationsbunden. De bildades troligen alla i samma protostellära moln.